# Anna Bahr-Mildenburg
Anna Bellschan von Mildenburg, puis Anna Bahr-Mildenburg, née à Vienne le 29 novembre 1872 et morte le 27 janvier 1947 , est l'une des plus célèbres soprano wagnériennes. De nationalité autrichienne, elle fut la protégée de Gustav Mahler à l’opéra d'État de Hambourg puis (à partir de 1898) à l’opéra de Vienne, où elle s'imposa finalement comme une cantatrice de classe internationale.

## Biographie
Née en 1872 à Vienne, Anna von Mildenburg étudie la diction et le chant au Conservatoire de l'Association des amateurs de musique de cette ville, sous la direction de Rosa Papier et de Johannes Ress, puis bénéficie de cours privés de Cosima Wagner et de Mahler (dont elle sera l'amante jusqu'en 1897).
Elle monte sur scène en 1895 à Hambourg, avec le rôle de Brunehilde dans L'Anneau du Nibelung, sous la baguette de Mahler. En 1897, elle interprète le rôle de Kundry dans Parsifal au festival de Bayreuth, puis celui d’Ortrud (dans le registre de mezzo-soprano) dans Lohengrin. Cosima Wagner, la veuve du compositeur, devient son mentor à Bayreuth, et fait en sorte qu'Anna interprète les principaux rôles de soprano du festival jusqu'à la Première Guerre mondiale en 1914.
Elle se produit pour la première fois au prestigieux Opéra de la Cour de Vienne le 8 décembre 1897, avec une interprétation de Brunehilde dans La Walkyrie sous la baguette de Hans Richter. Mahler lui obtient un contrat et très vite le succès se confirme : dès sa première saison, elle reçoit 14 000 florins. Sa renommée à l'opéra égale bientôt celle de Mahler lui-même, qui est le directeur artistique de l'institution. Elle se produit à l'opéra de Vienne sans interruption jusqu'en 1917, et apparaît encore pour la saison musicale 1919-1920. Sa plus célèbre interprétation est celle d’Iseult dans la production de Mahler.
Au-delà de Vienne, Anna von Mildenburg est acclamée à la Royal Opera House de Londres (Covent Garden), où elle interprète Iseult et Elizabeth dans Tannhäuser (1906), puis Clytemnestre dans la première londonienne de l’Électre de Richard Strauss. Son répertoire ne se limite cependant pas à Strauss et Wagner : on la verra se produire dans Fidelio de Beethoven, Norma de Bellini, Don Juan de Mozart et Obéron de Weber tout au long de sa carrière.
De 1922 à 1927, elle est également invitée au festival de Salzbourg, où elle interprète entre autres l'adaptation théâtrale de Das Salzburger grosse Welttheater d’Hugo von Hofmannsthal. Après sa retraite de cantatrice, elle enseigne le chant et l'interprétation scénique à Munich, où elle a pour élèves Lilian Benningsen, Fritz Schaetzler, Sena Jurinac et le célèbre ténor wagnérien Lauritz Melchior (1922). À partir de 1929, elle enseigne le chant et la diction à l'Académie d'été du Mozarteum de Salzbourg. Elle revient brièvement à la scène à Augsbourg en 1930 où elle chante une dernière fois la partie de Clytemnestre. Les contraintes de la Seconde Guerre mondiale mettent un terme à son enseignement.
Anna Bahr-Mildenburg s'éteint en 1947, à 75 ans,. Elle est inhumée aux côtés de son mari, le dramaturge et critique autrichien Hermann Bahr, dans l'une des plus belles sépultures du cimetière de Salzbourg.

## Voix et style
On ne dispose plus que d’un seul enregistrement du chant d’Anna von Mildenburg : c’est une interprétation en allemand d’un aria d’Obéron de Carl Maria von Weber : Océan ! Ô puissant monstre ! Enregistré en 1904, il a été gravé sur CD par les labels Marston et Symposium. On y retrouve la puissance vocale de la cantatrice (même dans les aigus), la régularité, la maîtrise et l'assurance de l'artiste dans ses années de jeunesse, qui ont fait sa réputation internationale.
Selon les témoignages contemporains, sa présence sur scène, malgré le caractère stylisé de ses interprétations, n'était pas moins fascinante. Elle a d'ailleurs laissé un guide d'interprétation et de gestuelle (publié en 1936) pour le répertoire wagnérien qui, selon ses mots, traduit la « méthode de Bayreuth. »